# Arnold Peralta
Arnold Fabián Peralta Sosa (ur. 29 marca 1989 w La Ceiba, zm. 10 grudnia 2015 tamże) – honduraski piłkarz występujący na pozycji prawego pomocnika.

## Kariera klubowa
Peralta pochodzi z miasta La Ceiba i jest wychowankiem tamtejszego klubu CDS Vida. Do seniorskiej drużyny został włączony jako dziewiętnastolatek i w Liga Nacional de Fútbol Profesional de Honduras zadebiutował w 2008 roku, od razu zostając podstawowym graczem zespołu. Premierowego gola w najwyższej klasie rozgrywkowej strzelił 4 listopada 2012 w zremisowanym 1:1 spotkaniu z Platense. Ogółem barwy Vidy reprezentował przez pięć lat, nie odnosząc większych sukcesów zarówno na arenie krajowej, jak i międzynarodowej, lecz jego udane występy zaowocowały zainteresowaniem klubów zagranicznych, między innymi z Major League Soccer.
W czerwcu 2013 Peralta przeszedł do beniaminka trzeciej ligi szkockiej – Rangers FC z siedzibą w Glasgow, podpisując z nim czteroletni kontrakt. Transfer doszedł jednak do skutku dopiero po upływie trzech miesięcy, po wygaśnięciu nałożonego na klub embargo na rejestrowanie graczy. Na koniec rozgrywek 2013/2014, będąc jednym z ważniejszych piłkarzy linii pomocy, awansował z Rangers do drugiej ligi, gdzie jednak stracił miejsce w wyjściowym składzie i w styczniu 2015 za porozumieniem stron rozwiązał swój kontrakt z klubem. Bezpośrednio po tym powrócił do Hondurasu, zostając graczem krajowego giganta – drużyny CD Olimpia ze stołecznej Tegucigalpy. W wiosennym sezonie Clausura 2015 wywalczył z nią krajowy dublet – jedyne w swojej karierze mistrzostwo Hondurasu i puchar kraju (Copa de Honduras).

## Kariera reprezentacyjna
W 2009 roku Peralta został powołany przez szkoleniowca Emilio Umanzora do reprezentacji Hondurasu U-20 na Mistrzostwa Świata U-20 w Egipcie. Tam pełnił funkcję podstawowego zawodnika drużyny, rozegrał wszystkie trzy spotkania i zdobył bramkę w grupowym spotkaniu z Węgrami (3:0) spektakularnym strzałem z dystansu. Jego kadra zanotowała wówczas zwycięstwo i dwie porażki, odpadając z młodzieżowego mundialu już w fazie grupowej. W 2010 roku wziął udział w Igrzyskach Ameryki Środkowej i Karaibów, gdzie wystąpił w obydwóch meczach rundy kwalifikacyjnej, a męski turniej piłkarski nie odbył się ostatecznie ze względu na sprzeciw CONCACAF.
W 2012 roku Peralta w barwach reprezentacji Hondurasu U-23 wziął udział w eliminacjach do Igrzysk Olimpijskich w Londynie, gdzie był podstawowym graczem zespołu, notując sześć spotkań, natomiast jego zespół dotarł do finału kwalifikacyjnego turnieju i zdołał awansować na olimpiadę. W tym samym roku został powołany na Igrzyska Olimpijskie w Londynie, na których wystąpił w trzech spotkaniach, mając pewne miejsce w wyjściowym składzie ekipy, a Honduranie odpadli z męskiego turnieju piłkarskiego w ćwierćfinale.
W seniorskiej reprezentacji Hondurasu Peralta zadebiutował za kadencji kolumbijskiego selekcjonera Luisa Fernando Suáreza, 6 września 2011 w przegranym 0:3 meczu towarzyskim z Paragwajem. W 2013 roku znalazł się w składzie na turniej Copa Centroamericana, gdzie był kluczowym punktem swojej drużyny narodowej i wystąpił we wszystkich czterech spotkaniach w wyjściowym składzie, a jego kadra dotarła do finału, przegrywając w nim ostatecznie z Kostaryką (0:1). Pewne miejsce w wyjściowym składzie miał również podczas eliminacji do Mistrzostw Świata 2014, w ramach których rozegrał dwanaście z szesnastu możliwych meczów. Jego kadra zakwalifikowała się wówczas na światowy czempionat, lecz on sam z powodu kontuzji nie znalazł się w składzie na rozgrywany w Brazylii mundial. Podobna sytuacja miała miejsce rok później – z powodu kiepskiej formy fizycznej i braku rytmu meczowego został w ostatniej chwili skreślony przez selekcjonera Jorge Luisa Pinto z listy powołanych na Złoty Puchar CONCACAF. Ogółem w zespole narodowym rozegrał 27 spotkań bez zdobyczy bramkowej.

## Śmierć
Peralta został zastrzelony 10 grudnia 2015, o godzinie 19:30 czasu lokalnego na parkingu obok centrum handlowego Uniplaza w La Ceiba. Poruszający się na motocyklu sprawca oddał w jego kierunku 18 strzałów. W wyniku wielu ran postrzałowych czaszki, twarzy i klatki piersiowej 26-letni zawodnik zginął na miejscu, zostawiając żonę i osierocając nowo narodzoną córkę. Sześć miesięcy wcześniej w tym samym mieście ofiarą brutalnego morderstwa padł również kuzyn Peralty. Piłkarz został pochowany 12 grudnia 2015 na cmentarzu Jardines de Paz Ceibeños.